# 石束毎公
石束 毎公（いしづか つねよし、寛永18年（1641年） - 正徳3年7月25日（1713年9月14日））は、江戸時代前期の武士。豊岡藩京極家の筆頭家老。通称は宇右衛門（うえもん）・源五兵衛（げんごべえ）。

## 生涯
寛永18年（1641年）、但馬国豊岡藩筆頭家老の石束毎術（知行1200石）の長男として誕生。名は「毎公」だが、主君・京極高住に対しては「毎好」を使った。
佐々休西（佐々成政の曾孫）の娘と結婚し、その間に石束毎明・石束毎済・りく（香林院）などの子をもうけた。延宝2年（1675年）、父の隠居により家督相続。このとき父と同じ源五兵衛に改称し、京極家筆頭家老職を継いだ。貞享4年（1687年）にりくを赤穂藩筆頭家老・大石良雄（知行1500石）の正室となした。
赤穂事件の際には、元禄14年（1701年）3月4日の刃傷事件はすぐに豊岡にも伝えられて、石束毎公は家人の茂兵衛を赤穂の大石のもとに、山海の珍味を持たせ行かせている。大石の礼状があり、早々料理、妻りくと共に賞味と記されている。
赤穂藩改易後の元禄14年（1701年）5月に大石良雄が遠林寺で赤穂藩残務処理にあたっている間、りくやその子・松之丞（大石良金）らを石束家に受け入れた。この際に良金に自らの脇差を与えている。7月に大石良雄が山科に住居を落ち着けると、りくや良金たちも山科へ移ったが、次男の大石吉之進は石束家に残っている。元禄15年（1702年）4月15日、仇討ち計画が進むなか大石は、盟約に加わることを望んだ長男良金を除いてりくと子らを再度石束家に戻す。このときりくは身ごもっており、7月に石束家にて大石大三郎を出産した。元禄16年（1703年）に家督を長男の毎明に家督を譲って隠居した。
正徳3年（1713年）7月25日に死去。享年73。豊岡の瑞泰寺に墓があるが、現在は荒廃している。